# Sierp

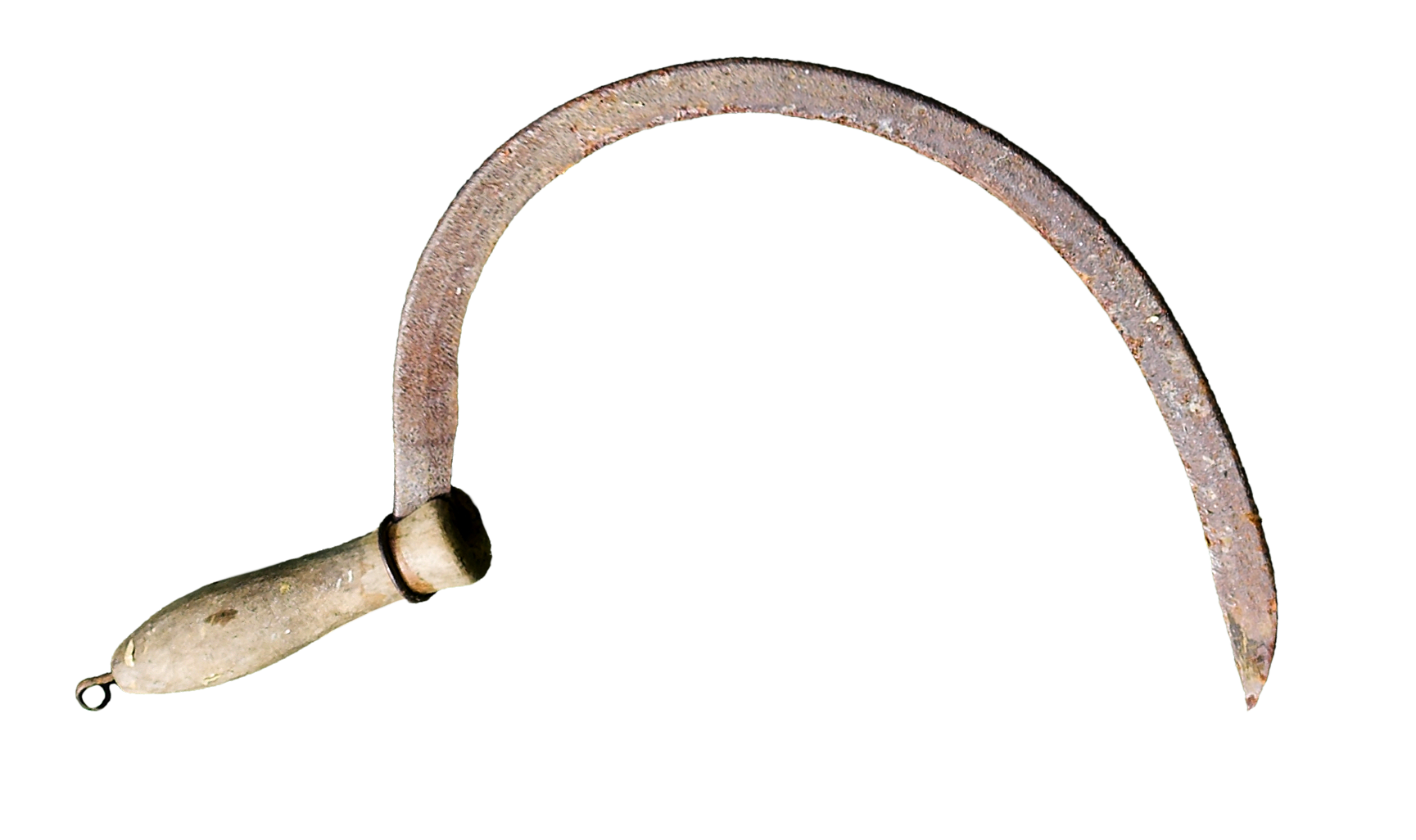
Współczesny sierp

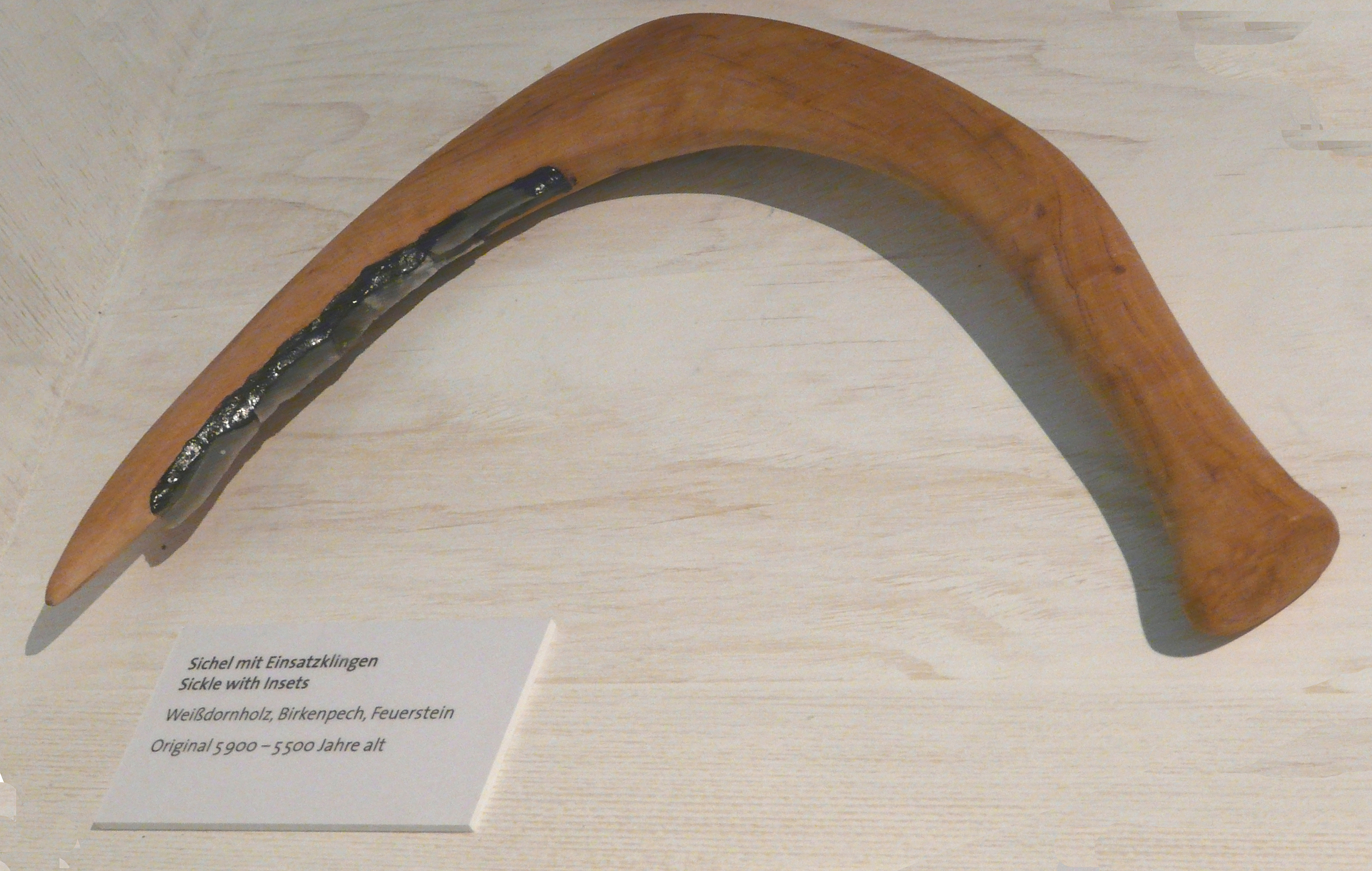
Rekonstrukcja sierpa neolitycznego (rękojeść wykonana z drewna głogu, ostrze krzemienne)

Sierp – najstarsze z ręcznych narzędzi rolniczych, stworzone przez człowieka specjalnie do prac żniwnych. Zbudowane jest z ostrza o mocno zakrzywionym kształcie, będącym fragmentem obwodu koła lub elipsy i drewnianej rękojeści. Część tnąca znajduje się na stronie wewnętrznej łuku. W późniejszych odmianach półkoliste ostrze posiadało drobne ząbki (od 8 do 20 na centymetr) nacinane na dolnej stronie. Górna strona zeszlifowana pod kątem ok. 30° tworzyła uzębione ostrze. W tej formie był używany do połowy lat 50, XX wieku w południowo-wschodniej i wschodniej Polsce.
Z sierpa, o jeszcze kamiennym ostrzu, korzystano już w czasach neolitu. Najstarsze ślady archeologiczne ocenia się na 7 do 10 tys. lat p.n.e. Sierp wywodzi się z sierpowatych wiórów krzemiennych, używanych w okresie uprawy kopieniaczej do sprzętu roślin dzikich i uprawianych. Obok nich rozwinęły się noże żniwne o prostym lub lekko zakrzywionym ostrzu krzemiennym, osadzonym w prostej lub wygiętej drewnianej rękojeści. Dalszym etapem rozwojowym był egipski sierp wkładkowy z czasów XVIII dynastii (ok. 1500 p.n.e.) o ostrzu o małych spiłowanych wiórach krzemiennych, osadzonych obok siebie i przyklejonych żywicą do prostej lub zaokrąglonej oprawy drewnianej, rogowej czy kostnej. Wywodził się on z dolnej szczęki kostnej końskiej lub bydlęcej, w której zęby zastąpiono krzemieniem.
Babilon wprowadził sierp z mocno wypalonej gliny. Sierpy brązowe, wąskokabłąkowe, żłobkowane i o niewyodrębnionym trzonku miały urządzenia do mocowania rękojeści, a nawet tulejki. Wyparły one całkowicie sierpy krzemienne, a z kolei same ustąpiły żelaznym.
Dalszym udoskonaleniem był sierp szerokokabłąkowy o większym wygięciu i rozszerzeniu ostrza, nadający się lepiej do ścinania dłuższej słomy (ważne ze względu na rozwój hodowli zwierząt) – przedtem zadowalano się tylko sprzętem samych kłosów, co najwyżej z bardzo krótką słomą.
Sierp wczesnośredniowieczny miał ostrze półkoliste, ząbkowane, o długości 18–30 cm, trzonek wygięty pod kątem prostym i tulejkę do osadzania rękojeści, nie różnił się więc zasadniczo od sierpów dzisiejszych.
Później rozróżniano sierp do zboża (kształt ostrza zbliżony do krzywej logarytmicznej) i do trawy (ostrze półkoliste), zapewniające najkorzystniejszy rozkład siły ręki żeńca.
Współczesny sierp wykonany jest z długiego, wąskiego metalowego ostrza osadzonego w prostym drewnianym uchwycie. Jego kształt jest na całej Ziemi podobny.
Od starożytności sierp uznawany jest jako symbol rolnictwa, był atrybutem bóstw: Demetry, Saturna, Silvanusa, Wertumnusa.
W Polsce występują obficie noże żniwne, tzw. kłośniki od wczesnego neolitu, sierpy brązowe pojawiły się około 1500 p.n.e., a sierpy szerokokabłąkowe – w I w. n.e. Do XIX wieku sierp był głównym narzędziem żniwnym świata, do dziś stosowany jest w krajach zacofanych, a w cywilizowanych jako narzędzie pomocnicze w gospodarstwach indywidualnych do sprzętu nasienników, wycinania chwastów i niewielkich ilości paszy zielonej. Sierp służy zarówno do zbioru dojrzałych zbóż, jak i traw zielonych. Praca tym narzędziem wymaga mocnego schylania się lub klęczenia na ziemi. Polega na podcinaniu kępki roślin trzymanych drugą dłonią.
Sierp jest jeszcze stosowany przy ręcznych zbiorach roślin stojących w wodzie (np. ryż). Na suchej ziemi narzędzie to wyparte zostało przez kosę, a przydatne jest jeszcze przy docinaniu roślin w miejscach trudno dostępnych, np. w miejscach mocno pofałdowanych, lub przy przeszkodach (ściana chaty, płot, pień drzewa itp.) Sierp do dziś jest stosowany również przy pozyskiwaniu doraźnych, niewielkich porcji zboża lub trawy, dla nakarmienia zwierząt gospodarskich (np. świeża trawa dla królików).